# Ото III (Золмс-Лаубах)
Ото III фон Золмс-Лаубах (на немски: Otto III, Graf zu Solms-Laubach; * 26 май 1860, Лаубах; † 9 септември 1904, Лаубах) е граф на Золмс-Лаубах. Той е хесенски господар и народен представител на първата камера на племенните господари на Велико херцогство Хесен.

## Биография
Той е най-големият син (от 10-те деца) на граф Фридрих фон Золмс-Лаубах (1833 – 1900) и съпругата му графиня Мариана фон Щолберг-Вернигероде (1836 – 1910), дъщеря на граф Вилхелм фон Щолберг-Вернигероде (1807 – 1898) и графиня Елизабет фон Щолберг-Росла (1817 – 1896). Внук е на граф Ото фон Золмс-Лаубах II (1799 – 1872) и принцеса Луитгарда Вилхелмина Августа фон Вид (1813 – 1870).
Ото III служи в пруската войска и напуска като кралски пруски ритмайстер, През 1900 г. той поема управлението и така става член на първата камера във Великото херцогство Хесен от 1900 до 1904 г.
Умира на 9 септември 1904 г. на 44 години в Лаубах.

## Фамилия
Ото фон Золмс-Лаубах се жени на 14 април 1898 г. в Бюдинген за принцеса Емма фон Изенбург-Бюдинген (* 28 август 1870, Бюдинген; † 13 декември 1944, Лаубах), дъщеря на княз Бруно фон Изенбург-Бюдинген (1837 – 1906) и втората му съпруга графиня Берта фон Кастел-Рюденхаузен (1845 – 1927). Те имат четири деца:
- Георг Фридрих цу Золмс-Лаубах (* 7 март 1899, Лаубах; † 13 май 1969, Лаубах), женен на 13 септември 1924 г. в Лих за принцеса Йохана Мария фон Золмс-Хоензолмс-Лих (* 17 декември 1905; † 7 септември 1982)
- Бернхард Бруно цу Золмс-Лаубах (* 4 март 1900, Арнсбург; † 13 март 1938, Берлин), интендант на театър в Берлин, женен на 26 септември 1928 г. в Рюденхаузен за графиня Луиза Емма Хелена фон Кастел-Рюденхаузен (* 1 октомври 1902; † 25 август 1987)
- Мариана Берта цу Золмс-Лаубах (* 22 март 1901, Лаубах; † 30 март 1973, Лаубах), неомъжена
- Фридрих Бото цу Золмс-Лаубах (* 23 април 1902, Лаубах; † 30 март 1991, Лаубах), женен на 1 юни 1931 г. в Берлин за Доротея фон Горен (* 16 октомври 1909; † 9 август 1988)